# 阿西尔·德尔奥尔诺
阿西尔·德尔奥尔诺（Asier del Horno Cosgaya，1981年1月19日—），西班牙足球運動員，現時為巴伦西亚的左後防球員。

## 生平
德尔奥尔诺的足球生涯於畢爾包競技青年軍內展開，其後成為西甲份子畢爾包的後防球員。短短兩屆內就頂替了隊中老將阿蘭薩巴爾，本來是球隊中的非賣品，但由於車路士以800萬英鎊（約1200万欧元）的條件吸引畢爾包和300萬歐元的月薪吸引迪賀奴，最後成功將迪賀奴列入球隊的名單之內。
2006年德國世界盃迪賀奴因傷退出國家隊。同年夏季以約500萬鎊重返西班牙效力華倫西亞，取代離隊加盟利物浦的法比奥·奥雷利奥。
2007年被租借回毕尔巴鄂竞技一個球季，因受傷患困擾，僅上陣15場。返回華倫西亞後其傷患仍未復原，效力多年上陣次數仍屈指可數，於2009/10年球季更只在盃賽面對弱旅時才獲派上陣，2010年1月31日被外借到華拉度列直到球季結束。

## 榮譽

### 球會
切爾西
- 英格蘭超級聯賽 冠軍：2005/06年
- 英格蘭社區盾 冠軍：2005年

## 外部連結
- Stats at Liga de Fútbol Profesional （页面存档备份，存于） （西班牙文）
- BDFutbol profile （页面存档备份，存于）
- National team data （西班牙文）
- Athletic Bilbao profile
- 足球数据库：阿西尔·德尔奥尔诺的球员统计数据